# 알렉산더덤불다람쥐
알렉산더덤불다람쥐(Paraxerus alexandri)는 다람쥐과에 속하는 설치류의 일종이다. 콩고민주공화국과 우간다의 토착종이다. 나무 위에서 생활하는 수상성 동물로 열대 습윤 숲, 특히 교란되지 않은 성숙림에서 서식한다.